# Sven Clausen
Sven Clausen, född den 30 oktober 1893, död den 19 november 1961, var en dansk jurist och författare.

## Biografi
Från 1930 ägnade sig Clausen åt sin juridiska bana, där han bland annat skrev en avhandling om Överlåtelsebara papper (1930) och doktorsavhandlingen Om kreditforeningsforhold (1934).
År 1950 blev han professor i rättsvetenskap vid Köpenhamns universitet och skrev bland annat Element i statsvetenskap (1956).
Clausen ansåg att det danska språket av ”geopolitiska” skäl var förorenat av tyska och att den samnordiska språkförståelsen var i fara. Han kämpade därför för återupptagande av nordiska ord från norska och framför allt svenska. Utöver själva ordet ”språkförbistring” satte hans agitation dock inga bevisliga spår i det danska språket och hans fruktan för språkutvecklingen har visat sig vara ogrundad.

## Författarskap
Clausens dramatiska produktion är i stort sett begränsat till 1920-talet och omfattar historiska dramer, expressionistiska drömspel och satiriska kommedier.
Trots obestridlig originalitet vann hans dramer bara i liten grad gehör hos teatrarna. Det tog t.ex. 25 år för den danska Nationalscenen att upptäcka hans mest ambitiösa verk, Paladsrevolution (1923), som handlar om J.F. Struensees fall – ett idédrama med inspiration från William Shakespeare.
Bureauslaven (1922), som med den tyska revolutionen som bakgrund skildrar den evigt hunsade lilla människan, hade urpremiär på Aarhus Teater, innan den med 30 års fördröjning sattes upp Det Konglige Teater (1952).
Som pjäsförfattare arbetade Clausen ofta med en galghumoristisk stil för att föra fram ett samhällskristiskt tänkande. Hans bok ”Skuespillets teknik” (1949) är en dansk klassiker i sitt slag.